# Jiří Vorlíček
Jiří Vorlíček (* 24. října 1944 Havlíčkův Brod) je český lékař, onkolog.

## Profesní kariéra
V letech 2008–2014 byl ředitelem brněnského Masarykova onkologického ústavu a předsedou České onkologické společnosti ČLS JEP. V minulosti byl přednostou Interní hematoonkologické kliniky, společného pracoviště Lékařské fakulty Masarykovy univerzity a Fakultní nemocnice Brno. V letech 1997–2003 zastával post děkana Lékařské fakulty Masarykovy univerzity v Brně.
Jeho jméno bylo také mediálně velice často spojováno s konfliktem, který se rozhořel mezi ním a ředitelem Masarykova onkologického ústavu Janem Žaloudíkem.

## Ocenění
Při příležitosti řádového dne 28. října 2007 mu prezident České republiky Václav Klaus udělil Medaili Za zásluhy – Za zásluhy o stát v oblasti vědy.

## Politická kariéra
Ve volbách 2010 neúspěšně kandidoval do senátu za obvod č. 58 - Brno-město jako nestraník za TOP 09, když se ziskem 17,69 % hlasů obsadil 3. místo.